# Berkley (Michigan)
Berkley – miasto w Stanach Zjednoczonych, w stanie Michigan, w hrabstwie Oakland.